# Walkerton (Indiana)
Walkerton è una città degli Stati Uniti d'America, situata nello Stato dell'Indiana e in particolare nella Contea di St. Joseph.